# Raon-l'Étape
Raon-l'Étape is een gemeente in het Franse departement Vosges in de regio Grand Est. De plaats maakt deel uit van het arrondissement Saint-Dié-des-Vosges. Raon-l'Étape telde op 1 januari 2022 6.011 inwoners.

## Geschiedenis
In de 12e eeuw kreeg de stad een muur en de stad werd verder beschermd door het Kasteel Beauregard. Al in 1279 was er een hospitaal in Raon. Dit was gevestigd buiten de stadsmuren. In 1636, in het kader van de Dertigjarige Oorlog, werd er zwaar gevochten bij Raon. Daarna werd de stad ook getroffen door epidemieën en liep ze bijna volledig leeg. In 1636 werd het kasteel afgebroken.
De gemeente kende voorspoed dankzij het vervoer van hout over de Meurthe. In de 19e eeuw kwam er industrie in de gemeente (papier, metaal). In de jaren 1820 werd een graanhal gebouwd. Vanaf 1859 werd door het gemeentebestuur een tiental fonteinen gebouwd. In 1914 en opnieuw in 1944 leed de gemeente grote schade. In 1947 werd de voormalige gemeente Neuveville-lès-Raon (op de linkeroever van de Meurthe) bij de gemeente gevoegd.

## Geografie
De oppervlakte van Raon-l'Étape bedroeg op 1 januari 2022 23,71 vierkante kilometer; de bevolkingsdichtheid was toen 253,5 inwoners per km².
De gemeente ligt aan de samenvloeiing van de Plaine en de Meurthe. Het centrum ligt in een smalle vallei. 59% van het oppervlak van de gemeente is bebost.
De onderstaande kaart toont de ligging van Raon-l'Étape met de belangrijkste infrastructuur en aangrenzende gemeenten.

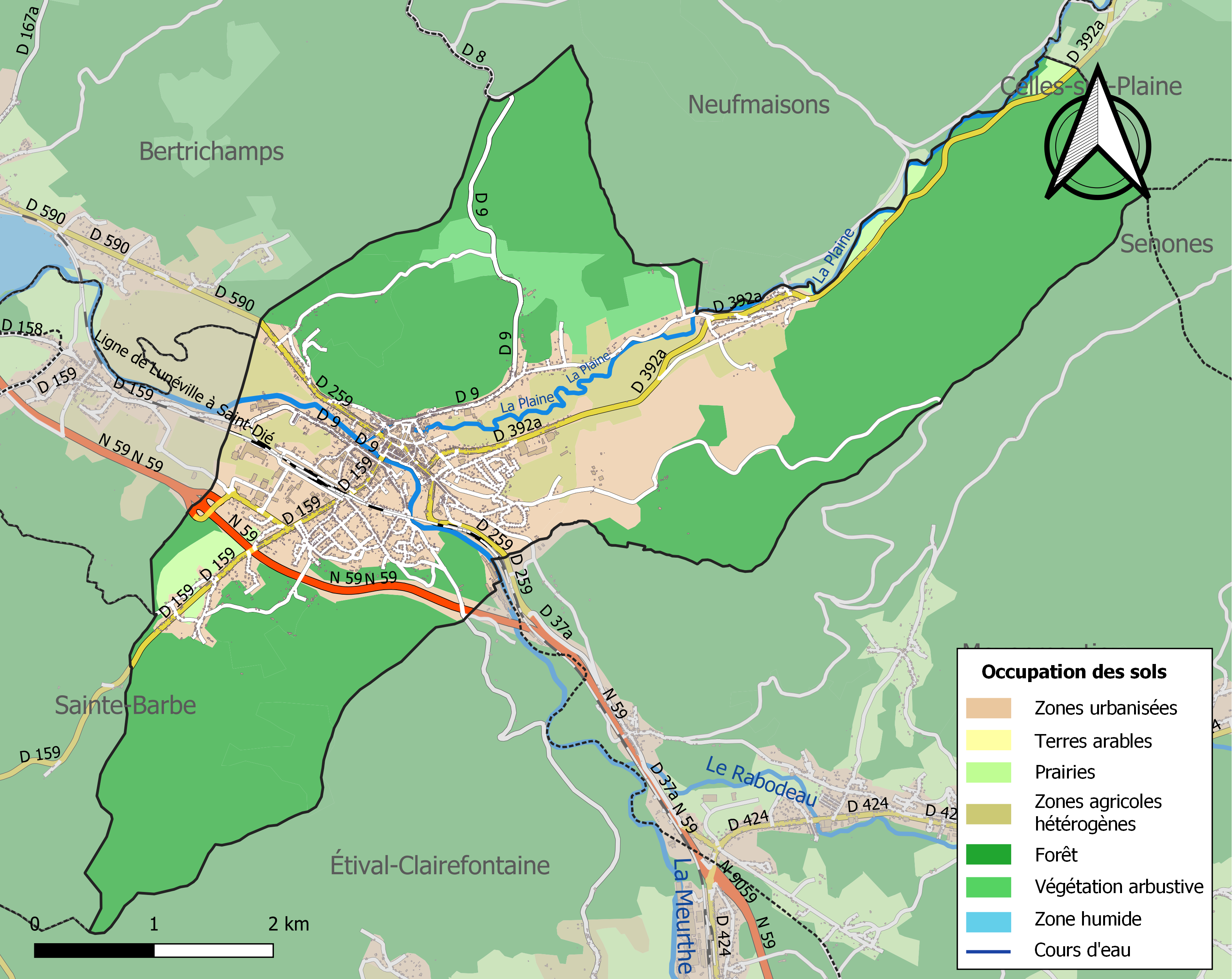

## Verkeer en vervoer
In de gemeente ligt spoorwegstation Raon-l'Étape.

## Demografie
Onderstaande figuur toont het verloop van het inwonertal (bron: INSEE-tellingen).

## Bezienswaardigheden
- Stadhuis (1733)
- Kerk Saint-Luc
- Menhir of Pierre Borne
- Graanhal (19e eeuw) waarin een theater en een expositieruimte zijn ondergebracht
- Museumotel (20e eeuw) ontworpen door Pascal Haüsermann

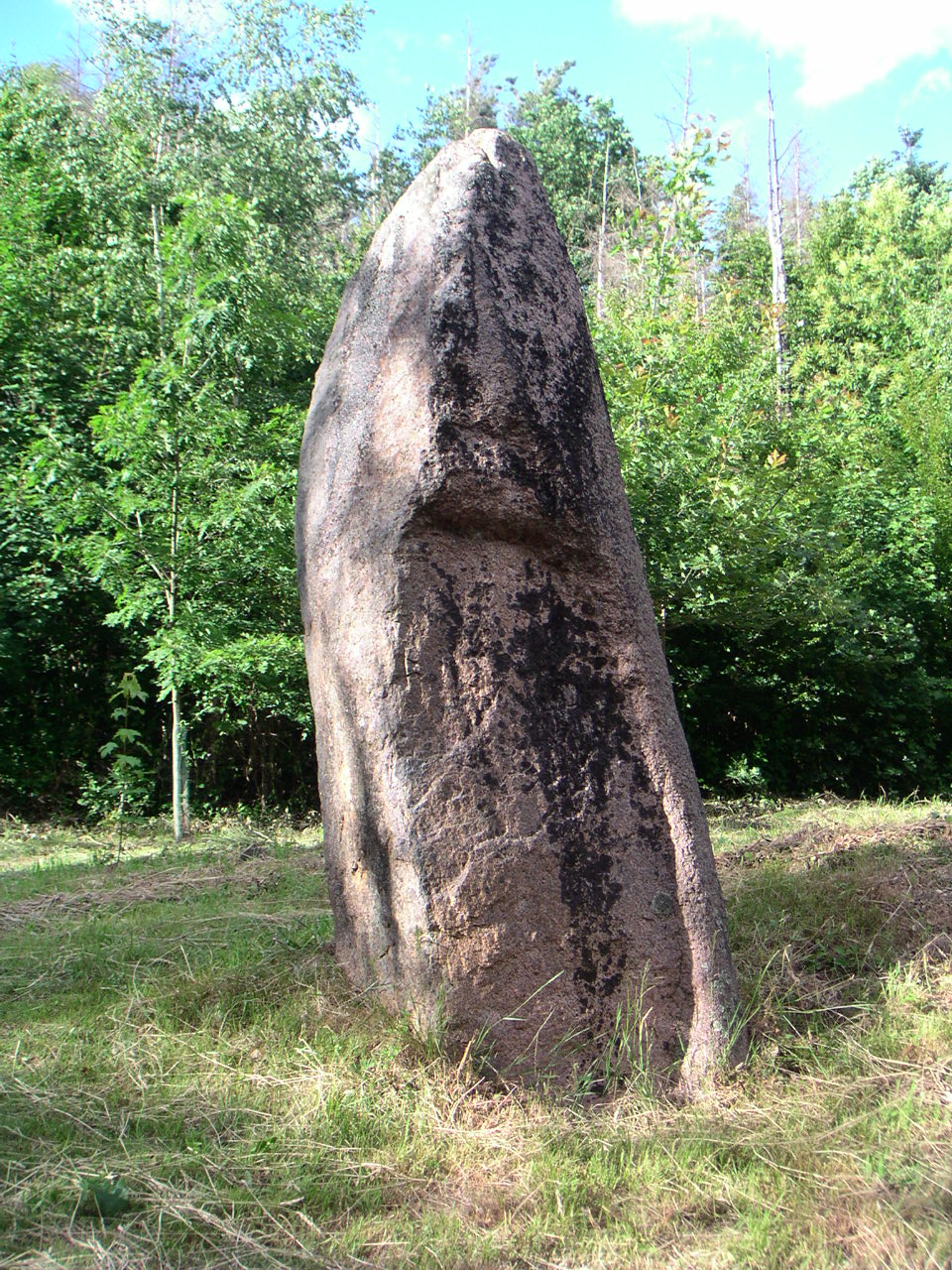
Menhir
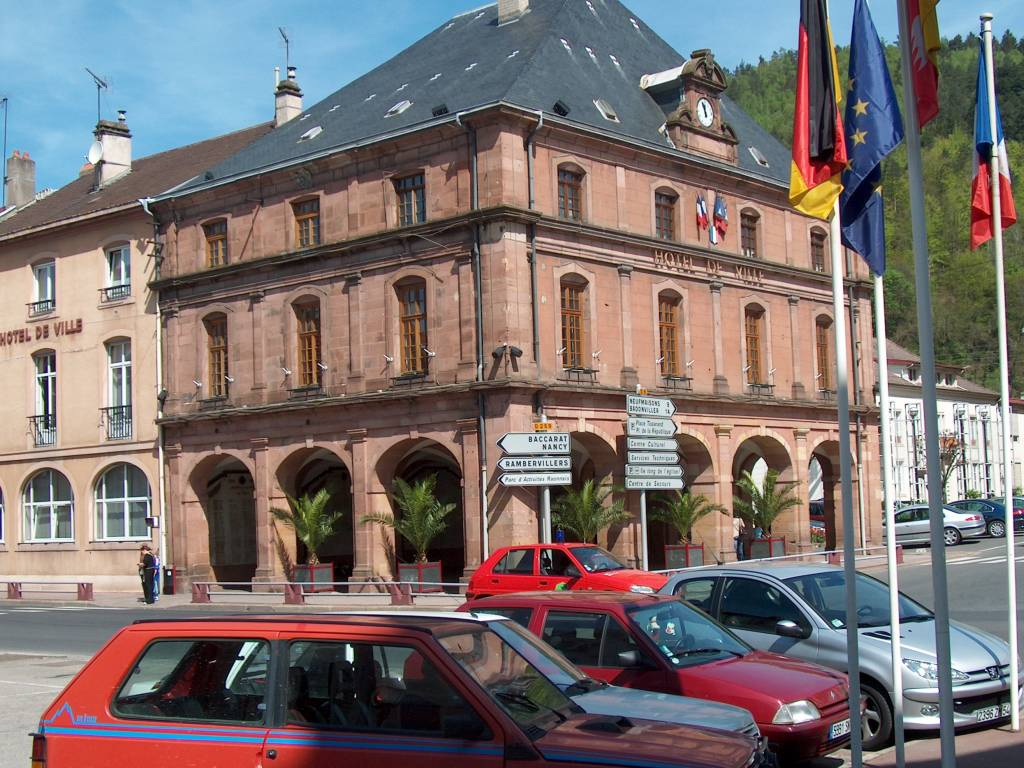
Stadhuis
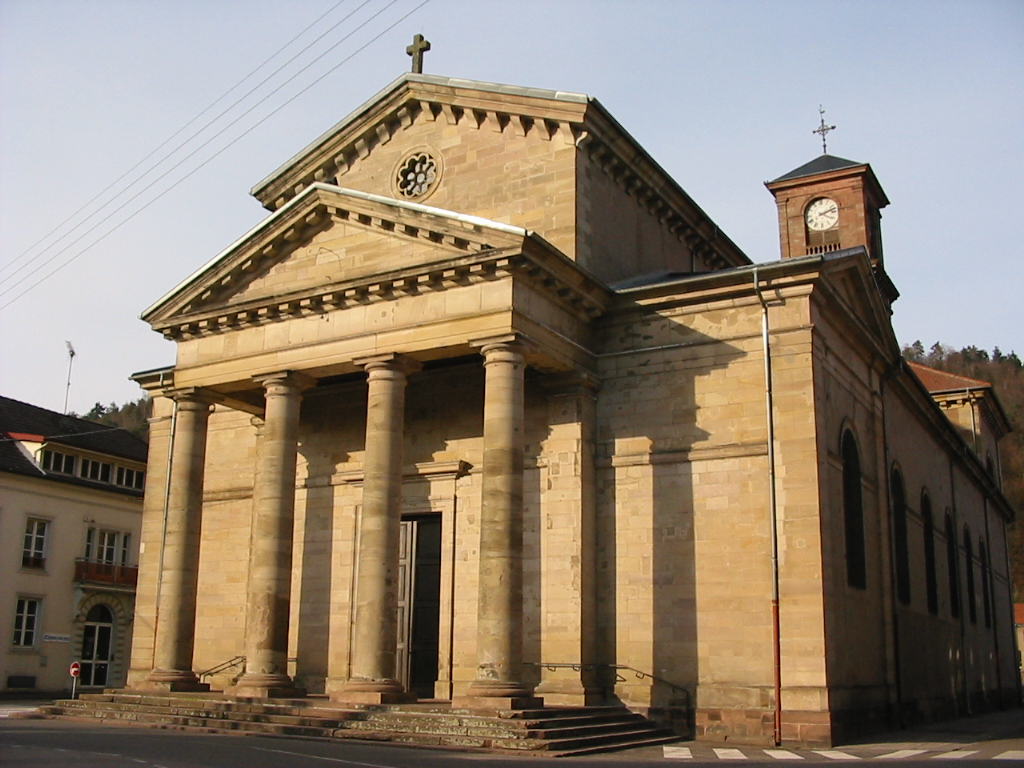
Kerk Saint-Luc
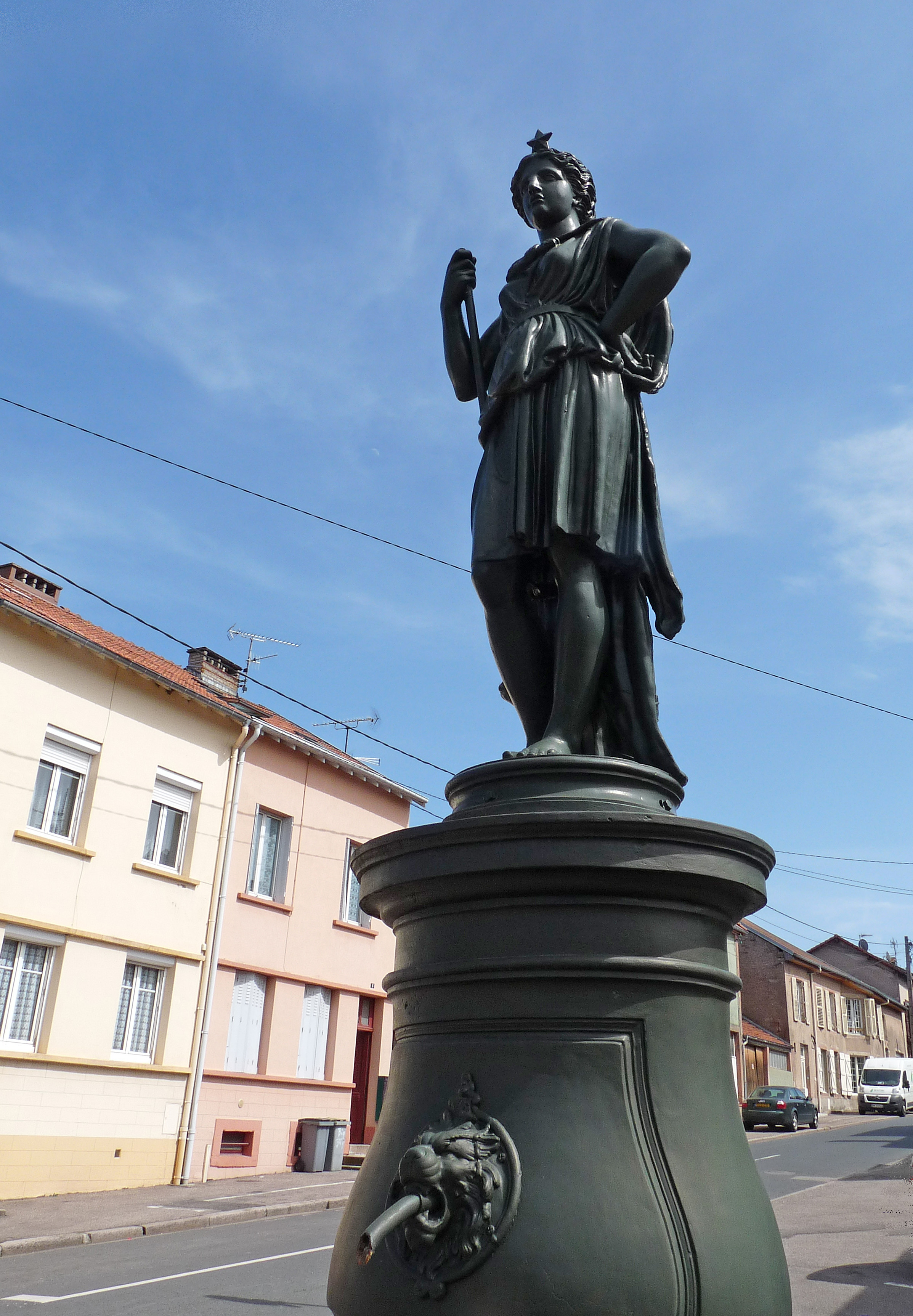
Minervafontein

## Sport
De plaatselijke voetbalclub is US Raonnaise.